# Молочай гребенчато-рёберный
Молочай гребенчато-рёберный, Молоча́й гребе́нчатый (лат. Euphórbia lophogona) ― суккулентно-стеблевой кустарник; вид рода Молочай (Euphorbia) семейства Молочайные (Euphorbiaceae).
Видовой эпитет лат. lophogona означает «реснитчатоугловатый».

## Распространение
Юго-восток острова Мадагаскар.
Растёт в субтропических и тропических прибрежных лесах, на песчаной почве; от 0 до 499 м над уровнем моря.

## Морфология
Вечнозелёный или полуопадающий суккулентный кустарник, высотой до 120 см.
Стебель без ветвей или с немногими ветвями, иногда спирально закручен, к вершине заужен, с продольными рядами шипов, диаметром 3 см.
Ветви пятиугольные, к вершине расширяются, с серыми рубцами от опавших листьев, от тёмно-зелёного до оливково-коричневого цвета.
Листья глянцевитые, ярко-зелёные или с красноватым оттенком, снизу — почти белые, овальные, цельные, 12 см длиной, 2,5(5) см шириной, от мясистых до почти кожистых, с заметной средней жилкой, с боковыми белыми жилками, растут у вершины ствола. На конце обычно имеют шип. Черешки 1,5 см длиной и довольно толстые, красные. Этот молочай использует нижнюю сторону листьев как своеобразный рефлектор, отражая солнечные лучи, которые таким образом дважды пресекают фотосинтезирующие ткани листа.
Прилистники превращены в красноватые реснички, а благодаря расположению листьев эти реснички образуют пять гребней на ребристой поверхности стебля (в нижней части гребни прерываются).
Циатии верхушечные, на зелёно-красном цветоносе длиной 4-5 см, жёлто-зелёные, с белыми или розовыми прицветниками. Цветёт летом, уже в первый год жизни.
|                                          |  |  |
| Слева направо: стебель, соцветие, циатии |  |  |

## Практическое применение
Используется для выращивания в комнатных условиях. Срок жизни листьев и их размер зависят от освещённости: в тёмных помещениях стебли рано оголяются и дают мелкие листья, а на хорошо освещённых окнах листья молочая гребенчатого намного декоративнее. Возможно размножение и черенками, но легче получить растение из семян, и оно будет более изящным. Семена образуются обильно, и растение разбрасывает их на расстояние до 1 м, так что сеянцы можно обнаружить даже в соседних горшках.

## Таксономия

### Подвиды
В пределах вида выделяются две разновидности:
- Euphorbia lophogona var. lophogona — юг Мадагаскара
- Euphorbia lophogona var. tenuicaulis — юго-восток Мадагаскара. Отличается от первой разновидности меньшими размерами, имеет белые или розовые прицветники.

### Таксономическая таблица
|  |                                      |  |                                                             |                                                             |                      |  | ещё 36 семейств (согласно Системе APG II), в том числе Маковые | ещё 36 семейств (согласно Системе APG II), в том числе Маковые |                         |  |  |  | ещё ≈2000 видов |
|  |                                      |  |                                                             |                                                             |                      |  | ещё 36 семейств (согласно Системе APG II), в том числе Маковые | ещё 36 семейств (согласно Системе APG II), в том числе Маковые |                         |  |  |  | ещё ≈2000 видов |
|  |                                      |  |                                                             | порядок Мальпигиецветные                                    |                      |  |                                                                |                                                                | род Молочай (Euphorbia) |  |  |  |                 |
|  |                                      |  |                                                             | порядок Мальпигиецветные                                    |                      |  |                                                                |                                                                | род Молочай (Euphorbia) |  |  |  |                 |
|  | отдел Цветковые, или Покрытосеменные |  |                                                             |                                                             | семейство Молочайные |  |                                                                |                                                                | вид Молочай гребенчатый |  |  |  |                 |
|  | отдел Цветковые, или Покрытосеменные |  |                                                             |                                                             | семейство Молочайные |  |                                                                |                                                                |                         |  |  |  |                 |
|  |                                      |  | ещё 44 порядка цветковых растений (согласно Системе APG II) | ещё 44 порядка цветковых растений (согласно Системе APG II) |                      |  |                                                                | ещё >300 родов                                                 | ещё >300 родов          |  |  |  |                 |
|  |                                      |  |                                                             | ещё 44 порядка цветковых растений (согласно Системе APG II) |                      |  |                                                                |                                                                | ещё >300 родов          |  |  |  |                 |